# Rejhan (cantant)
Rejhan   (Uddevalla, 27 de setembre de 2006), de nom complet Rejhan Bellani, és un cantant suec.

## Trajectòria
És originari d'Uddevalla. La seva primera aparició va ser la seva interpretació de la cançó «I'm Not the Only One» de Sam Smith al programa de telerealitat nacional Talang 2021. Gràcies a això, a solament 14 anys, va arribar a la final del programa.
Més endavant, va participar en el Melodifestivalen 2023 amb la cançó original «Haunted», que va assolir la cinquena posició en la primera ronda eliminatòria del concurs, celebrada a Göteborg el 4 de febrer del 2023.

## Discografia

### Senzills
- «Haunted» (2023)